# Asleep Versions
Asleep Versions (en español: Versiones dormidas) es un extended play (EP) del compositor-productor inglés Jon Hopkins. Fue publicado el 10 de noviembre de 2014 a través de Domino Records. El material contiene canciones reestructuradas de Immunity formando una sola pieza ininterrumpida de 25 minutos.

## Concepto
Debido a su participación en el festival Iceland Airwaves de 2013, Hopkins comenta haber sido inspirado por el ambiente del país, llegando al estudio forjado por Sigur Rós para componer algo de música. A pesar de no tener una conexión personal con la banda, percibe que las canciones grabadas tienen un aspecto sonoro más íntimo, a lo que comenta: “no negaré que [Sigur Rós] son una influencia para mí, aunque estuve tratando de no hacerlo tan evidente”. Sobre su objetivo en el EP, percibe que toda música es «fluida», con estructuras por explorar, esto reflejado en los instrumentos grabados, moog, glockenspiel, celesta y un armonio de 100 años.

## Recepción
Asleep Versions obtuvo reseñas generalmente positivas por parte de la crítica. La reseña de la revista Exclaim! destaca los cambios realizados a las canciones, como el enfoque principal en cuanto a las participaciones vocales en «Immunity» y «Form by Firelight», como también la expansión hipnótica de «Open Eye Signal» a 11 minutos.
Sean McCarthy en su reseña para PopMatters, considera al EP como superior a los álbum de remezclas convencionales, describiéndolo como la pieza de acompañamiento ideal para Immunity. Por otra parte, AllMusic nota la ausencia del aspecto bailable, comentando “quedas con la sensación que las canciones carecen de algo en comparación a su álbum”.

## Lista de canciones
| N.º   | Título                                       | Duración |  |
| 1.    | «Immunity» (con King Creosote)               | 6:23     |  |
| 2.    | «Form by Firelight» (con Raphaelle Standell) | 4:14     |  |
| 3.    | «Breathe This Air»                           | 3:13     |  |
| 4.    | «Open Eye Signal»                            | 11:02    |  |
| 24:52 |                                              |          |  |

## Créditos y personal
Adaptados desde AllMusic.
- Jon Hopkins – Artista principal, composición, ingeniería, producción, títulos.
- Guy Davie – Masterización.
- Birgir Jón Birgisson – Ingeniería.
- Cherif Hashizume – Ingeniería.
- Lee Walpole – Diseño de sonido.
- Matthew Cooper – Layout.
- Paul J. Street – Layout.
- Rick Holland – Títulos.
- Robert Hunter – Arte conceptual.
- Kenny Anderson (King Creosote) – Artista invitado, composición, voces.
- Raphaelle Standell-Preston – Artista invitada, composición, voces.
- Daniel Green – Piano.
- Megan James – Voces de apoyo.